# 로이 볼
로이 제임스 볼(영어: Lloy James Ball, 1972년 2월 17일~)은 미국의 배구 선수, 지도자로 포지션은 세터이다. 퍼듀 대학교 포트웨인에서 배구 선수로 활동하였고, 졸업 후에는 일본, 이탈리아, 그리스, 러시아 등지에 선수 활동을 했다. 
미국 국가대표팀의 일원으로 올림픽에 4회 참가하여 2008년 하계 올림픽에서 금메달을 획득했다.